# Tarvos (lune)
Tarvos ou S XXI (désignation temporaire S/2000 S 4) est l'un des satellites naturels de Saturne.
Il fut découvert en 2000 par l'équipe de Brett J. Gladman.
Il appartient au groupe gaulois des satellites naturels de Saturne.
Il porte le nom gallo-romain d'un dieu de la mythologie gauloise, Tarvos trigaranus, compagnon fréquent de Teutatès. Son nom signifie « taureau aux trois grues » car il est représenté sous la forme d'un taureau couronné de feuillages entre les branches desquels on distingue trois grues.